# بینرتیای خلیج فارس
بینرتیای خلیج فارس (نام علمی: Bienertia sinuspersici) گیاهی از سرده بینرتیا و تیره تاج‌خروسیان است.

این گونه اولین بار توسط گیاهشناس ایرانی حسین آخانی به جامعه علمی معرفی گردید.
در عربی به این گونه طحمای خلیج گفته می‌شود و بنظر می‌رسد تهما خود گونه‌ای شناخته شده در فارسی است و بسیار شبیه به بینرتیا است. این گونه درخت مانند تهما منگک و کاکل از گیاهان شورپسند است.
دیگر گونه‌های هم تیره:
- بینرتیای کویر ایران Bienertia kavirense
- بینرتیای سیکلوپترا Bienertia cycloptera